# Мікеєва Ася Сергіївна
Ася Сергіївна Міке́єва (нар. 10 березня 1932, Кролевець — пом. 5 липня 2012, Кам'яний Брід) — українська майстриня художньої кераміки; член Спілки художників України з 1979 року. Заслужений художник України з 1993 року.

## Біографія
Народилася 10 березня 1932 року в місті Кролевці (тепер Сумська область, Україна). 1952 року закінчила Миргородський керамічний технікум (викладачі Михайло Гладкий, Фаїна Петрякова, Леонід Статкевич).
Працювала на Баранівському фарфоровому заводі. З 1963 року — художниця Кам'янобрідського фаянсового заводу, з 1969 року — головний художник.
Жила у смт Кам'яному Броді в будинку на вулиці Кірова № 12, квартира 2. Померла в Кам'яному Броді 5 липня 2012 року.

## Творчість
Вигоровляла зразки розпису і форм виробів. Створила порцелянові набори столового і декоративного посуду (дитячі, для сніданку, ягід, вареників, пампушок, тортів, салатів, фруктів, картоплі, риби, млинців, квасу), сервізи, подарункові тарелі, вази, сувеніри, декоративні панно, вітражі, аплікації, садово-паркові скульптури. Серед робіт:
- миска «Їжте на здоров'я» (1970-ті);
- кухоль «Пийте на здоров'я» (1970-ті);
- інтер'єр Кам'янобрідської заводської їдальні (1970-ті);

декоративні вази
- «Лісова казка» (1969);
- «Лісовий дзвінок» (1969);
- «Птахи в клітці» (1992);

набори
- «Для молока» (1969);
- «Колобок» (1970-ті);
- «Буратіно» (1970-ті);
- «Попелюшка» (1970-ті);
- «Хоттабич» (1970-ті);
- «Полісяночка» (1972);
- «Пасхальний» (1993);
- «Для чаю» (1994);
- «Святковий» (1994);

декоративні тарелі
- «Птиця» (1970);
- «Лукаш і Мавка» (1971);
- «Ювілейна» (1971);

дитячі тарілочки
- «По гриби» (1969);
- «Хлопець з кошиком» (1969);

настінні панно для дитячих садків
- «Колобок» (1969);
- «Крива качечка» (1969);

столові сервізи
- «Лісова пісня» (1990-ті);
- «Золоте Полісся» (1990-ті);
- «Фіалка» (1990-ті);
- «Бенкетний» (1998).

Брала участь в обласних, всеукраїнських, всесоюзних мистецьких виставках з 1969 року. Персональні виставки відбулися у Житомирі у 1969, 1972, 2002 роках, Києві у 1970 та 1973 роках, Кам'яному Броді у 2001 році.
Окремі твори зберігаються у Музеї Кам'янобрідського фаянсового заводу, Житомирському краєзнавчому музеї, Новоград-Волинському літературно-меморіальному музеї Лесі Українки, Коломийському музеї народного мистецтва Гуцульщини та Покуття, Львівському музеї етнографії та художнього промислу.

## Вшанування пам'яті
12 березня 2013 року в смт Кам'яному Броді на будинку де жила художниця встановлено гранітну меморіальну дошку. Також в музеї Кам'яного Броду існує експозиція, присвячена майстрині.